# The Circle (album B’z)
THE CIRCLE – czternasty album studyjny japońskiego zespołu B’z, wydany 6 kwietnia 2005 roku. Osiągnął 1 pozycję w rankingu Oricon i pozostał na liście przez 24 tygodnie, sprzedał się w nakładzie 557 783 egzemplarzy. Album zdobył status podwójnej platynowej płyty oraz nagrodę „Rockowy i Popowy Album Roku” podczas rozdania 20th Japan Gold Disc Award.

## Lista utworów
| Nr  | Tytuł                                     | Czas |
| --- | ----------------------------------------- | ---- |
| 1.  | „THE CIRCLE”                              | 1:57 |
| 2.  | „X”                                       | 3:55 |
| 3.  | „Pulse” (jap. パルス Parusu)              | 2:45 |
| 4.  | „Ai no bakudan” (jap. 愛のバクダン)       | 4:24 |
| 5.  | „Fly The Flag”                            | 3:45 |
| 6.  | „Aqua Blue” (jap. アクアブルー Akua Burū) | 3:20 |
| 7.  | „Suiren” (jap. 睡蓮)                      | 4:11 |
| 8.  | „Sanctuary”                               | 3:43 |
| 9.  | „Fever”                                   | 4:17 |
| 10. | „Shiroi hibana” (jap. 白い火花)           | 3:59 |
| 11. | „Icarus” (jap. イカロス Ikarosu)          | 3:32 |
| 12. | „BLACK AND White"                         | 4:24 |
| 13. | „Brighter Day”                            | 3:57 |

## Notowania
| Lista                                 | Pozycja |
| ------------------------------------- | ------- |
| Oricon Weekly Albums Chart            | 1       |
| Oricon Yearly Albums Chart (rok 2005) | 15      |

## Muzycy
- Tak Matsumoto: gitara, kompozycja i aranżacja utworów
- Kōshi Inaba: wokal, teksty utworów, aranżacja
- Shane Gaalaas: perkusja (#1-11, #13)
- Brian Tichy: perkusja (#12)
- Akihito Tokunaga: gitara basowa, aranżacja